# Spirit of the Water
Spirit of the Water is een compositie van Peter Bardens. Het verscheen op het studioalbum Moonmadness van de Britse band Camel, waar Bardens toen deel van uitmaakte en duurt circa 2 minuten.
Het is de eerste compositie die voor dit album werd opgenomen; het is dan 26 januari 1976. Spirit is dan nog instrumentaal en Bardens zit alleen achter de piano. Het nummer, dat dan nog de titel Piano piece draagt, laat voor de popmuziek ingewikkelde maatovergangen horen. Noten worden over de maatbalk heen getild waardoor een syncopeachtige indruk wordt achtergelaten. Als later de tekst wordt bijgevoegd verdwijnen deze syncopen en ontstaat een qua maatverdeling normaal lied, een droevig lied annex ballad over eenzaamheid. Er is een natuurlijke afsluiting, geen fade-out.
Spirit sloot kant A van de elpee af en had daarvoor iets te veel dynamiek; regelmatig ontstond een krassend bijgeluid, dat bij de compact disc uitgaven gelukkig verdween.
Spirit of the Water verscheen op:
- Camel: Moonmadness, zowel in demo- als definitieve versie
- Camel: Camel 20th Anniversary Concert
- Camel: Coming of Age
- Camel: Camel Live in Poland (2x)
- Peter Bardens Mirage: live 1996
- idem: Speed of Light Live